# 1971-es wimbledoni teniszbajnokság
Az 1971-es wimbledoni teniszbajnokság az év harmadik Grand Slam-tornája, a wimbledoni teniszbajnokság 85. kiadása volt, amelyet június 21–július 3. között rendeztek meg.. A férfiaknál az ausztrál John Newcombe, a nőknél a szintén ausztrál Evonne Goolagong nyert.

## Döntők

### Férfi egyes
John Newcombe –  Stan Smith, 6–3, 5–7, 2–6, 6–4, 6–4

### Női egyes
Evonne Goolagong –  Margaret Court, 6–4, 6–1

### Férfi páros
Roy Emerson /  Rod Laver –  Arthur Ashe /  Dennis Ralston, 4–6, 9–7, 6–8, 6–4, 6–4

### Női páros
Rosie Casals /  Billie Jean King -  Margaret Court /  Evonne Goolagong, 6–3, 6–2

### Vegyes páros
Owen Davidson /  Billie Jean King –  Marty Riessen /  Margaret Court, 3–6, 6–2, 15–13

## Juniorok

### Fiú egyéni
Robert Kreiss –  Stephen Warboys, 2–6, 6–4, 6–3

### Lány egyéni
Marina Krosina –  Susan Minford, 6–4, 6–4
A junior fiúk és lányok páros versenyét csak 1982-től rendezték meg.